# Un trajet à vide
Pour plus de détails, voir Fiche technique et Distribution.
Un trajet à vide (Порожний рейс) est un film soviétique réalisé par Vladimir Venguerov, sorti en 1962,. Il s'agit d'une adaptation cinématographique de la nouvelle homonyme de Sergueï Antonov (ru).

## Fiche technique
- Photographie : Genrikh Marandjian
- Musique : Isaak Schwarz
- Décors : Viktor Volin, V. Rakhmatullina
- Montage : Stèra Gorakova